# دینا ئی. گلاوبرمن
دِینا ئی. گلاوبرمن (انگلیسی: Dana E. Glauberman؛ زادهٔ ۱۱ دسامبر ۱۹۶۸) تدوین‌گر اهل ایالات متحده آمریکا است.

## فیلم‌شناسی
- کرید ۲ (استیون کیپل جونیور-۲۰۱۸)
- Men, Women & Children (J. Reitman-2014)
- روز عضوگیری (I. Reitman-2014)
- روز کارگر (J. Reitman-2013)
- سفر گناه (آن فلچر-۲۰۱۲)
- بدون تعهد (ایوان رایتمن-۲۰۱۱)
- بزرگسال جوان (J. Reitman - 2011)
- عشق پیش می‌آید (Camp-2009)
- بالا در آسمان (جیسون رایتمن-۲۰۰۹)
- جونو (J. Reitman-2007)
- Factory Girl (جورج هیکنلوپر-۲۰۰۶)
- ممنون که سیگار می‌کشید (J. Reitman-2005)
- Heart of the Beholder (Tipton-2005)
- Rain (Wilson-2001)
- A Song for Jade (Himes-2001)
- ئی.تی. موجود فرازمینی (20th Anniversary live showing)